# Johanna Gapany

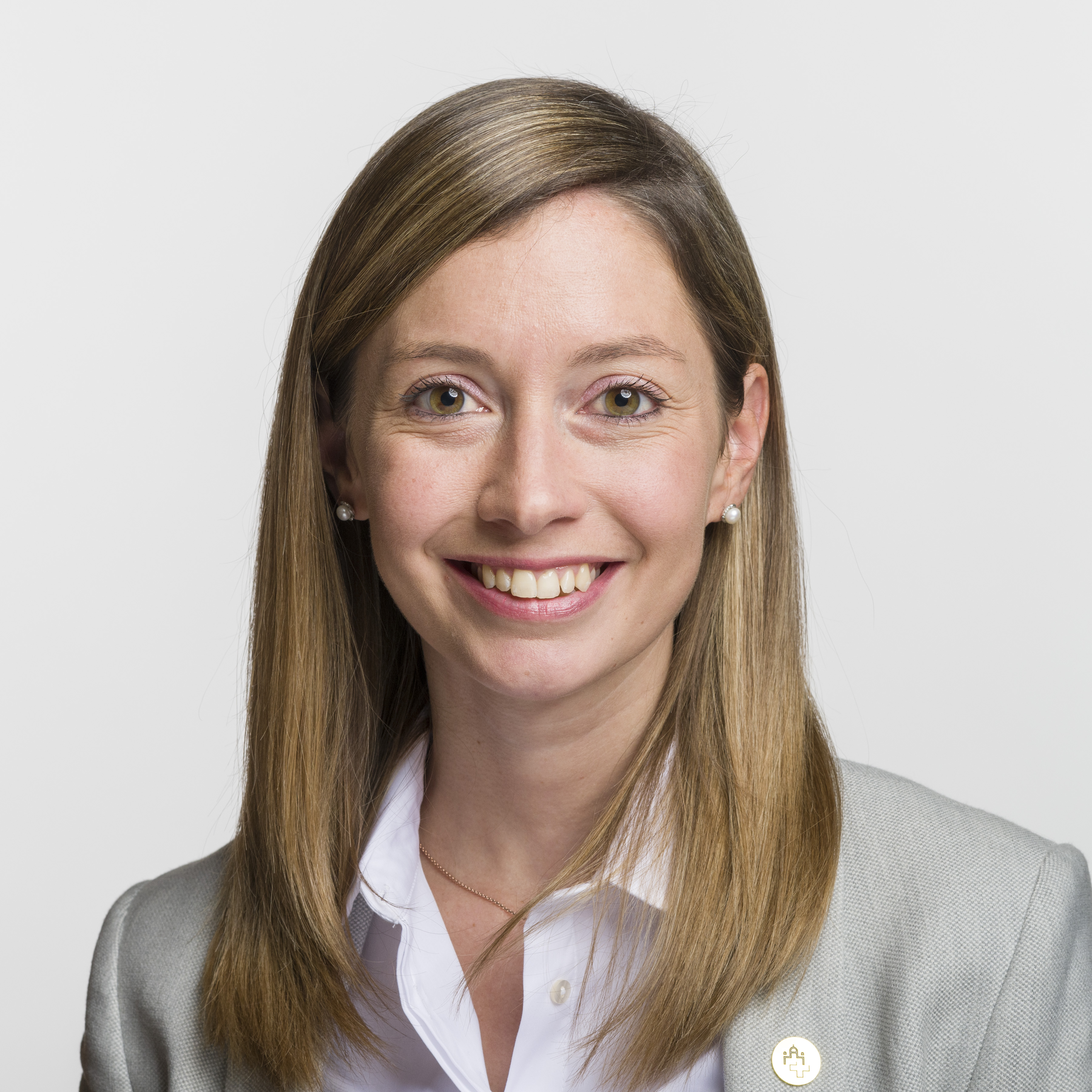
Johanna Gapany (2019)

Johanna Gapany (* 25. Juli 1988 in Riaz; heimatberechtigt in Echarlens) ist eine Schweizer Politikerin aus dem Kanton Freiburg, Mitglied der FDP und seit 2019 Ständerätin.

## Biographie
Johanna Gapany ist in La Tour-de-Trême aufgewachsen. Sie stammt aus einer alten, freisinnigen Greyerzer Familie; ihr Vater ist Landwirt. Sie studierte Wirtschaftswissenschaften an der Fachhochschule Freiburg. 2012 folgten Auslandaufenthalte in Kanada und Deutschland. Nachdem sie von 2013 bis 2017 als Marketingleiterin bei einem Geschenkboxen-Anbieter gearbeitet hatte, war sie von 2017 bis 2020 im Daler-Spital in Freiburg als Kommunikationsbeauftragte eingestellt.

## Politische Karriere
Ihr erstes Engagement begann vor ihrer Volljährigkeit, als sie die Fusion der Gemeinden La Tour-de-Trême und Bulle FR bekämpfte. 2007 schloss sie sich den Jungfreisinnigen ihres Kantons an. 2010 wurde sie in deren Vorstand und kurz darauf auch zur Präsidentin gewählt. Gapany war 2011 Nationalratskandidatin auf der jungen Liste und 2015 Wahlkampfleiterin. 2012 wurde sie in den Generalrat (conseil général, Legislative) von Bulle gewählt und wurde Vizepräsidentin der Jungen Freisinnigen in der Schweiz, eine Position, die sie bis 2016 innehatte.
Bei den Kommunalwahlen 2016 wurde Johanna Gapany in den Gemeinderat (conseil communal, Exekutive) von Bulle gewählt und leitete dort die Abteilung Sport und öffentlicher Raum. 2017 wurde sie für die FDP in den Grossen Rat gewählt.
Gapany liess sich 2019 für den Ständerat aufstellen und wurde im 2. Wahlgang mit 31'122 Stimmen zur Ständerätin gewählt. Sie erhielt 138 mehr als der abgewählte Beat Vonlanthen von der CVP. In den Parlamentswahlen 2023 wurde sie im zweiten Wahlgang knapp wiedergewählt.
An der FDP-Delegiertenversammlung vom 2. Oktober 2021 wurde sie, neben den bisherigen, zusammen mit Andri Silberschmidt in das Vizepräsidium der nationalen FDP gewählt. 2024 verzichtete sie auf eine erneute Kandidatur. Ende Juni 2024 wurde sie in den Verwaltungsrat von Fenaco gewählt. Sie gilt als politische Vertreterin der Agrarindustrie.